# Trachelas crewsae
Espèce
Trachelas crewsae est une espèce d'araignées aranéomorphes de la famille des Trachelidae.

## Distribution
Cette espèce est endémique du Tadjikistan. Elle se rencontre dans la réserve naturelle de Tigrovaya Balka.

## Description
Le mâle holotype mesure 2,55 mm et la femelle paratype 2,7 mm.

## Étymologie
Cette espèce est nommée en l'honneur de Sarah C. Crews.

## Publication originale
- Marusik & Fomichev, 2020 : « A new species of Trachelas L. Koch, 1872 (Araneae, Trachelidae) from Tajikistan. » ZooKeys, no 993, p. 27-34 (texte intégral).